# Gandaria
Bouea macrophylla, auch als Mangopflaume bezeichnet, ist eine Pflanzenart in der Familie der Sumachgewächse (Anacardiaceae) und ist mit der Mango verwandt. Sie ist in Südostasien, auf der Malaiische Halbinsel und Java sowie in Sumatra heimisch und liefert Obst.
Es gibt viele Trivialnamen in den Anbaugebieten: in Java, Philippinen „Gandaria“; in Malaysia „Kundangan“, „Rembunia“, „Setar“; in Sumatra „Ramania“; in Thailand „ma-praang“, „ma-yong“; und in englischer Sprache „Marian plum“.

## Beschreibung

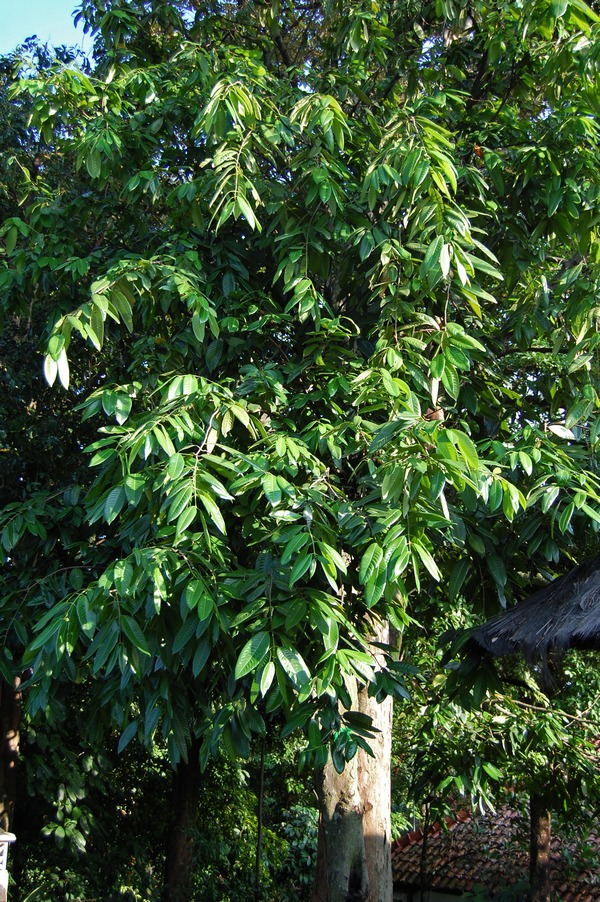
Habitus

### Erscheinungsbild, Rinde und Blatt
Bouea macrophylla wächst als immergrüner Baum, der Wuchshöhen von 10 bis 27 Meter erreicht. Mit einem geraden, bis 55 Zentimeter dicken Stamm und einer dichten, breiten Baumkrone erinnert sein Erscheinungsbild an einen Mangobaum. Die Borke ist braun bis grau und leicht rissig. Die oft hängenden, kantigen oder abgeflachten Zweige sind kahl.

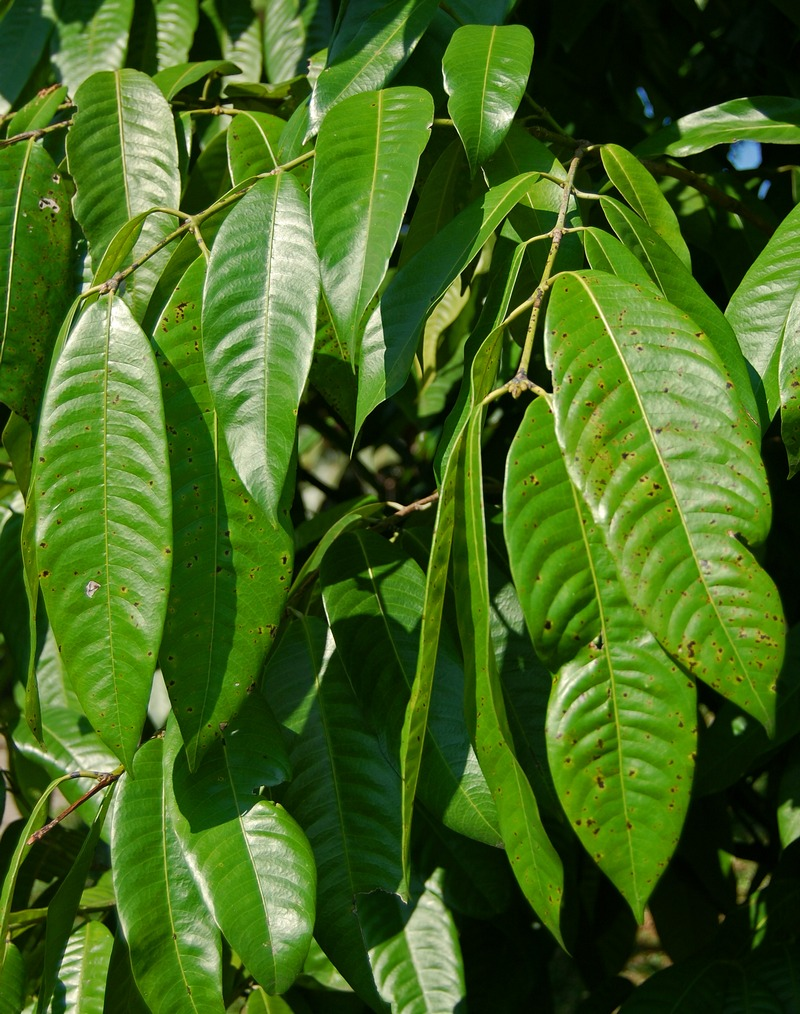
Zweige mit gegenständigen, einfachen Laubblättern.

Die gegenständig an den Zweigen angeordneten, kahlen Laubblätter sind 1 bis 2,5 cm lang gestielt. Die einfache, ledrige, glänzende und ganzrandige Blattspreite ist unterseits heller. Die Blätter sind mit einer Länge von etwa 14 bis 30 (11 bis 45) cm und einer Breite von etwa 5 bis 8 (4 bis 13) cm eiförmig bis lanzettlich oder elliptisch bis länglich mit spitzer bis keilförmiger Spreitenbasis und spitzem bis zugespitztem oberen Ende. Die Nervatur ist gefiedert mit hellerer Mittelader.

### Blütenstand und Blüte
Bouea macrophylla ist andromonözisch mit männlichen und zwittrigen Blüten auf einem Exemplar. Die Blüten stehen in einem meist achselständigen, 4 bis 12 cm langen, rispigen Blütenstand zusammen. Die relativ kleinen Blüten sind radiärsymmetrisch, meist vierzählig und mit doppelter Blütenhülle. Die männlichen Blüten sind gestielt, die weiblichen fast sitzend. Die gelblichen, minimalen Kelchlappen sind eiförmig. Die gelblichen bis cremefarben, früh braun werdenden Kronblätter sind bei einer Länge von 1,5 bis 2,5 mm und einer Breite von 1 mm länglich bis verkehrt-eiförmig. Meist ist nur ein Staubblattkreis mit sehr kurzen Staubblättern vorhanden. Der einkammerige Fruchtknoten der zwittrigen Blüten ist oberständig mit kurzem Griffel und kopfiger, flacher Narbe. Bei den männlichen Blüten kann ein kleiner Pistillode ausgebildet sein. Bei den Blüten ist ein Diskus vorhanden.

### Frucht und Samen
Die kahle, bei Reife gelbe bis orangefarbene Steinfrucht ist mit einem Durchmesser von 3 bis 5 cm fast kugelig bis ellipsoid und etwa pflaumenförmig. Mit einer saftigen Konsistenz und einem sauren bis süßen Geschmack und trotz einem charakteristischen leichten Terpentin-Geruch ist sie zum Rohverzehr geeignet. Der ledrige Steinkern ist außen kurz fibrös, weiß-wollig und enthält einen einzelnen Samen, der ebenfalls essbar ist. Die Kotyledonen sind purpurfarben.

### Phänologie
In Indonesien reicht die Blütezeit von Juni bis November und die Früchte reifen von März bis Juni. In Thailand reicht die Blütezeit von November bis Dezember und die Früchte reifen von April bis Mai.

## Vorkommen
Die Heimat der Gandaria sind die indonesischen Inseln Sumatra und das westliche Java sowie die Malaiische Halbinsel. Die wilden Vorkommen sind auf tropisch feuchte Gebiete in Höhenlagen bis zu etwa 300 Meter beschränkt.
Wegen seiner essbaren Früchte wird Bouea macrophylla weltweit auch in anderen tropischen Regionen in Höhenlagen bis zu etwa 850 Meter, unter anderem in Thailand, angebaut.

## Systematik

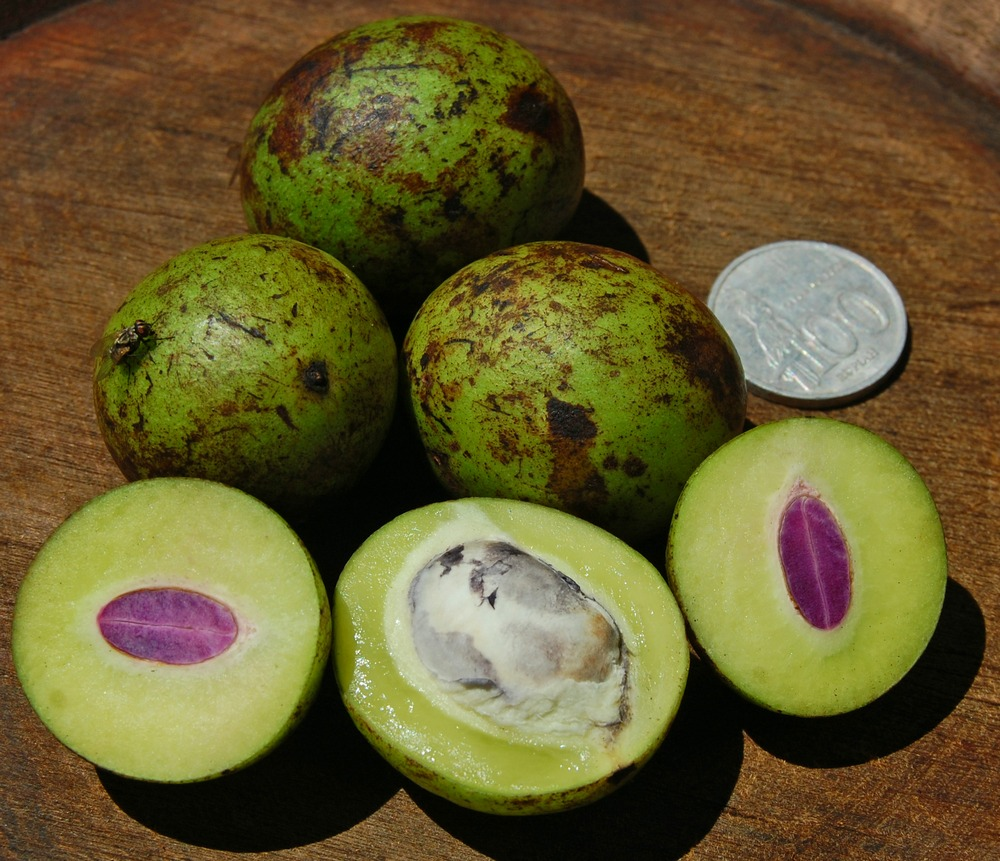
Früchte

Die Erstbeschreibung von Bouea macrophylla erfolgte 1854 durch William Griffith in Notulae ad Plantas Asiaticas, 4, S. 420–423, Tafel 567, Figur 4. Synonyme sind Tropidopetalum javanicum Turcz. und Bouea gandaria Blume ex Miq.

## Nutzung
Die Gandaria wird in den Tropen gern als Obstbaum und, wegen seiner dichten Krone, als Schattenspender gepflanzt. Die jungen Blätter sind ebenfalls genießbar und können als Salat zubereitet werden.

### Zuchtformen
Es sind einige Zuchtformen in Kultur, hier eine Auswahl:
- 'Hintalu': Die Frucht dieser Form ist sehr sauer.
- 'Mayong Chid': Die Früchte sind süß und haben ein gelb-orange gefärbtes Fruchtfleisch.
- 'Ramania Pipit': Früchte mit süßem rotem Fruchtfleisch.
- 'Ramania Tembaga': Früchte mit süßem rotem Fruchtfleisch.